# Улица Чернышевского (Павловск)
Улица Черныше́вского — улица в городе Павловске (Пушкинский район Санкт-Петербурга). Проходит от улицы Обороны до улицы Красный Пруд.
С 1780-х годов до 1840 года входила в состав проспекта Я́сного Не́ба (ныне в составе 2-й Краснофлотской улицы). В 1840 году из его состава выделили Бесце́нную улицу (в нынешних границах). Происхождение названия не установлено.
В 1960-х годах улицу переименовали в улицу Чернышевского — в честь писателя и философа Николая Гавриловича Чернышевского.

## Перекрёстки
- улица Обороны
- улица Лермонтова
- Социалистическая улица
- улица Круглый Пруд